# Lao Premier League 2019
Die Lao Premier League 2019 war die 30. Spielzeit der höchsten laotischen Fußballliga seit der offiziellen Einführung im Jahr 1990. Die Saison begann am 23. Februar und endete am 14. September 2019. Titelverteidiger war Lao Toyota FC. Alle Ligaspiele wurden im Neuen Nationalstadion Laos ausgetragen.

## Teilnehmer
| Teilnehmende Mannschaften |
| ------------------------- |
| Young Elephants FC        |
| Lao Police FC             |
| Evo United FC             |
| Lao Toyota FC             |
| Lao Army FC               |
| Master 7 FC               |

## Ausländische Spieler
| Mannschaft         | Spieler 1               | Spieler 2       | Spieler 3                | Spieler Asien |
| ------------------ | ----------------------- | --------------- | ------------------------ | ------------- |
| Evo United FC      | Murphy Alabi Ebedi      | David Koffi Ben | Oliver Augustine Omewiri |               |
| Lao Army FC        |                         |                 |                          |               |
| Lao Police FC      |                         |                 |                          |               |
| Lao Toyota FC      | Kazuo Homma             | Rafinha         | Victor Amaro             | Soma Otani    |
| Master 7 FC        | Ange Mikael Fabrice Any | Koshuke Asano   |                          | Shota Wada    |
| Young Elephants FC |                         |                 |                          |               |

## Tabelle
| Pl.                      | Verein             | Sp. | S  | U | N  | Tore    | Diff. | Punkte |
| ------------------------ | ------------------ | --- | -- | - | -- | ------- | ----- | ------ |
| 1.                       | Lao Toyota FC (M)  | 15  | 12 | 1 | 2  | 046:120 | +34   | 37     |
| 2.                       | Master 7 FC        | 15  | 9  | 2 | 4  | 037:260 | +11   | 29     |
| 3.                       | Young Elephants FC | 15  | 8  | 4 | 3  | 035:120 | +23   | 28     |
| 4.                       | Lao Police FC      | 15  | 4  | 3 | 8  | 022:330 | −11   | 15     |
| 5.                       | Lao Army FC        | 15  | 2  | 4 | 9  | 015:350 | −20   | 10     |
| 6.                       | Evo United FC      | 15  | 2  | 2 | 11 | 017:540 | −37   | 08     |
| Stand: 31. Dezember 2019 |                    |     |    |   |    |         |       |        |

| Zum 15. Spieltag:                                                       |  |
| Laonesischer Meister und Teilnahme an der Gruppenphase zum AFC Cup 2020 |  |
|                                                                         |  |
| Zum Saisonende 2018:                                                    |  |
| (M) Amtierender Meister                                                 |  |

## Statistik

### Zuschauertabelle
| Platz  | Mannschaft         | Heimspiele | Zuschauer | pro Spiel |
| ------ | ------------------ | ---------- | --------- | --------- |
| 01.    | Evo United FC      | 7          | 7.182     | 1.026     |
| 02.    | Master 7 FC        | 6          | 5.070     | 845       |
| 03.    | Lao Police FC      | 7          | 2.670     | 381       |
| 04.    | Young Elephants FC | 8          | 2.800     | 350       |
| 05.    | Lao Toyota FC      | 9          | 2.208     | 245       |
| 06.    | Lao Army FC        | 5          | 800       | 160       |
| Gesamt | Gesamt             | 420        | 20.7300   | 0494      |